# Kristus i Martas och Marias hus (Tintoretto)
Kristus i Martas och Marias hus är en oljemålning av den italienske manieristiske konstnären Tintoretto. Den målades omkring 1580 och ingår sedan 1807 i samlingarna på Alte Pinakothek i München. 
Kristus i Martas och Marias hus är ett vanligt bibliskt konstmotiv under framför allt 1500- och 1600-talen. Det avbildar Jesus på besök hos sina vänner systrarna Marta och Maria i byn Betania, på östra sidan av Olivberget, en episod som beskrivits i Lukasevangeliet (kapitel 10:38-42).